# Gettysburg (Dakota del Sur)
Gettysburg es una ciudad ubicada en el condado de Potter en el estado estadounidense de Dakota del Sur. En el Censo de 2010 tenía una población de 1.162 habitantes y una densidad poblacional de 237,63 personas por km².

## Geografía
Gettysburg se encuentra ubicada en las coordenadas 45°0′21″N 99°57′13″O / 45.00583, -99.95361. Según la Oficina del Censo de los Estados Unidos, Gettysburg tiene una superficie total de 4.89 km², de la cual 4.89 km² corresponden a tierra firme y (0%) 0 km² es agua.

## Demografía
Según el censo de 2010, había 1.162 personas residiendo en Gettysburg. La densidad de población era de 237,63 hab./km². De los 1.162 habitantes, Gettysburg estaba compuesto por el 97.33% blancos, el 0.26% eran afroamericanos, el 1.2% eran amerindios, el 0.17% eran asiáticos, el 0% eran isleños del Pacífico, el 0% eran de otras razas y el 1.03% pertenecían a dos o más razas. Del total de la población el 0.6% eran hispanos o latinos de cualquier raza.